# Dhule
Dhule è una città dell'India di 341.473 abitanti, capoluogo del distretto di Dhule, nello stato federato del Maharashtra. In base al numero di abitanti la città rientra nella classe I (da 100.000 persone in su).

## Geografia fisica
La città è situata a 20° 53' 60 N e 74° 46' 60 E e ha un'altitudine di 239 m s.l.m..

## Società

### Evoluzione demografica
Al censimento del 2001 la popolazione di Dhule contava 341.473 persone, delle quali 177.631 maschi e 163.842 femmine. I bambini di età inferiore o uguale ai sei anni assommavano a 44.929, dei quali 23.755 maschi e 21.174 femmine. Infine, coloro che erano in grado di saper almeno leggere e scrivere erano 255.794, dei quali 142.203 maschi e 113.591 femmine.